# یواس‌اس کونولی (دی‌دی-۹۷۹)
یواس‌اس کونولی (دی‌دی-۹۷۹) (به انگلیسی: USS Conolly (DD-979)) یک کشتی بود که طول آن 529 ft (161 m) waterline; 563 ft (172 m) overall بود. این کشتی در سال ۱۹۷۷ ساخته شد.